# Stemma

Lo stemma della famiglia Gonzaga.

Lo stemma (dal greco στέμμα, ovvero stémma, detto anche blasone) è l'insieme di scudo ed ornamenti esteriori di un'insegna simbolica gentilizia, nazionale o civica. Lo scudo è un elemento necessario dello stemma: si tratta di un elemento grafico che consente, in prima approssimazione, di richiamare alla mente, con immediatezza e precisione, varie organizzazioni o individui come una persona, una famiglia, un gruppo sociale, un territorio.

L'uso dello stemma si diffuse con i tornei e le Crociate, mentre le insegne araldiche sono comparse in Europa tra la nobiltà nella seconda metà del XII secolo.

## Origine e significato

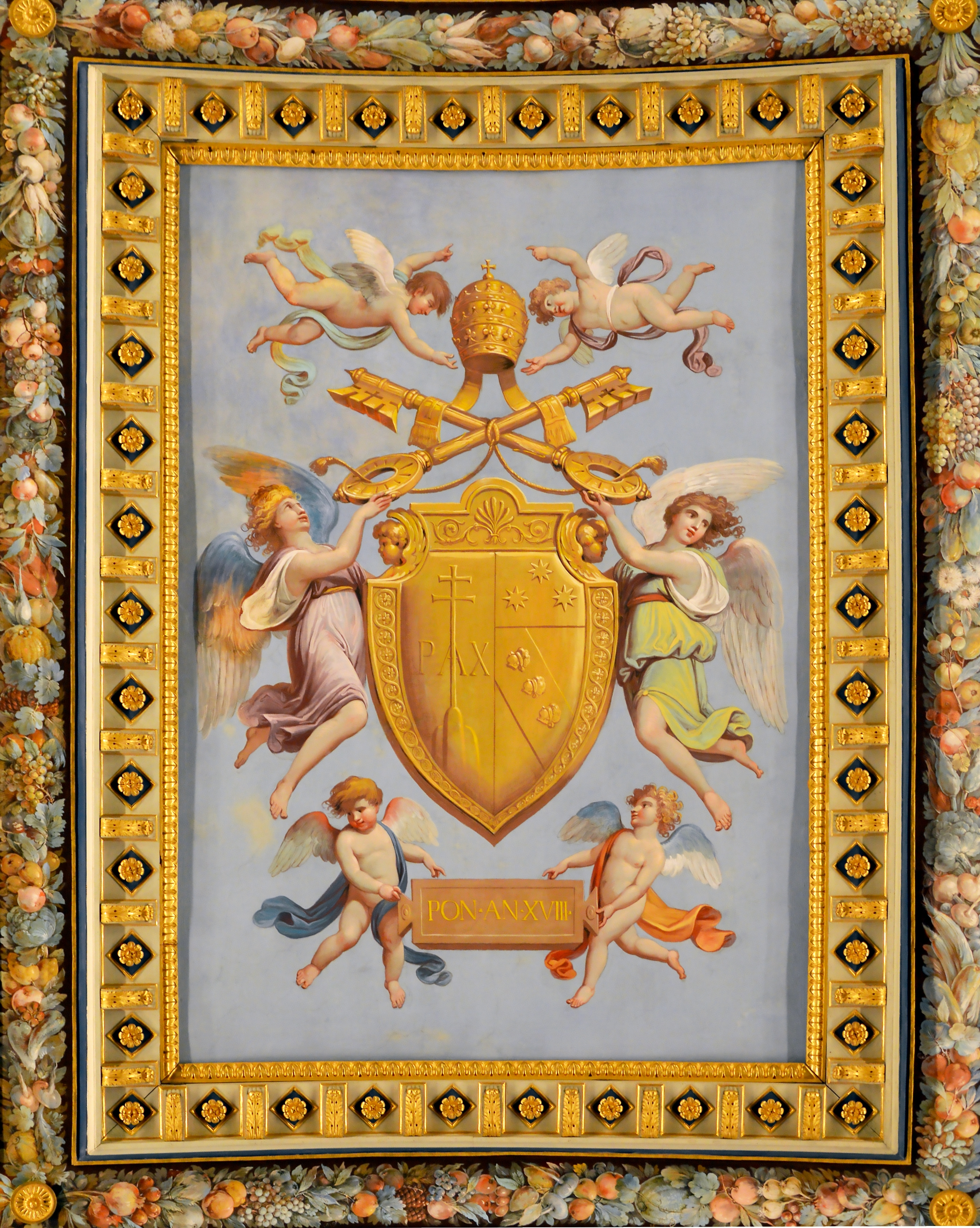
Affresco con lo stemma di Pio VII.

L'origine degli stemmi è sicuramente militare, risalente al periodo in cui i combattenti dei vari eserciti non avevano divise che consentissero di distinguere agevolmente un gruppo dall'altro e, soprattutto, erano organizzati in unità strettamente legate ad un signore o capitano, per cui l'individuazione del capo era sufficiente per identificare tutto il gruppo. Questa affermazione può essere suffragata, ad esempio, dal fatto che l'esercito romano, le cui unità erano equipaggiate con uniformi ben riconoscibili, non aveva bisogno di stemmi individuali ma si serviva esclusivamente di insegne di reparto (le principali delle quali erano le aquile legionarie). Anche gli eserciti barbari, pur se privi di equipaggiamenti uniformi, si identificavano con strutture sociali di alto livello e certo non erano articolati in singole entità legate ad un individuo; anch'essi, quindi, utilizzavano talora insegne collettive, ma erano praticamente assenti le insegne personali.
Il feudalesimo portò in questo campo due novità:
- la costituzione di unità militari legate da fedeltà ad un capo, più che a un sovrano o ad una entità statale;
- l'organizzazione, a titolo ricreativo, di particolari forme di combattimenti simulati, i tornei, nei quali i cavalieri si battevano individualmente, coperti da armature che rendevano problematico il riconoscimento della persona; nel corso dei tornei, inoltre, i cavalieri erano soliti rendere omaggio ad una qualche dama, di cui ostentavano qualche oggetto in segno di deferenza o di passione, più o meno realizzata.

Entrambi i fenomeni imposero la necessità di poter distinguere, anche da lontano, un cavaliere del quale non era visibile il volto. La soluzione più semplice, e che prese rapidamente piede, era quella di contrassegnare le parti più visibili e resistenti, lo scudo e la gualdrappa del cavallo, con colori disposti secondo schemi individuali. A mano a mano che si moltiplicavano i simboli personali diveniva sempre più difficile ideare nuovi schemi e quindi ai soli colori cominciarono ad aggiungersi disegni che rappresentavano armi, attrezzi, animali, piante o altri oggetti.
Il nuovo sistema di identificazione era così efficiente che venne adottato in quasi tutta Europa, e comunque in tutti i territori soggetti al sistema feudale, senza sostanziali variazioni. La necessità di riconoscere da lontano un cavaliere era ora soddisfatta, ma solo a patto che ci fosse qualcuno in grado di conoscere, e quindi riconoscere, i vari simboli individuali. I funzionari incaricati del riconoscimento, sia nelle azioni belliche che nei vari tornei, assunsero quindi una veste ufficiale ed un nome ben preciso: araldi. Dalla loro denominazione deriverà poi il nome della disciplina da essi praticata: l'araldica.
Sebbene nel linguaggio comune esista la tendenza a usare i termini "armi" e "stemmi" come sinonimi, tuttavia in araldica questi due termini assumono un significato differente. Una delle prime distinzioni nella terminologia araldica tende a riconoscere due parti costitutive di uno stemma:
- il disegno dello scudo (o campo, dello stemma): in genere a forma di losanga, comprensivo di smalti, animali (supporter), ed ulteriori immagini;
- tutto ciò che nei secoli poteva essere legittimamente aggiunto alla raffigurazione dello scudo, quali carichi e altri ornamenti esteriori: elmo (helmet), cimiero (crest), motto[3][4].

Al di fuori della terminologia araldica inglese e scozzese, disciplinata da leggi e registri ancora vigenti, la terminologia araldica tende altrove a distinguere ulteriormente lo stemma dall'arme completo, poiché le "armi dominanti" dello stemma originario di una città o di una nobile casata erano progressivamente arricchite nel tempo dalle armi di padronanza della altre città assoggettate, a memoria dei vinti e a monito dei rivali.
Una terminologia analoga, che pone lo stemma (Wappen) in relazione all'arme (Waffen), è presente anche nell'araldista Otto Hupp, e ripreso nel 1926-1927 dalla scrittrice ebreo-tedesca Gertrud Kolmar ad indicare che il vincitore "arruolava sotto le armi" le città soggiogate, la coscrizione in segno di continuità ideale fra l'antico impero romano e l'impero di Prussia. 
Se l'araldica italiana è storicamente ai francesi con la mediazione del Piemonte, è pur vero che fra i Savoia, principale casata piemontese, già dall'XI secolo Amedeo I e Oddone poterono fregiare il proprio stemma araldico con l'aquila nera monocipite raffigurata nello stemma imperiale prussiano, tracciando in questo modo un legame storico che derivava dal matrimonio politico di Berta con Enrico IV, piuttosto che da operazioni belliche di conquista. Il passaggio di consegne compiuto in "tempo di pace" fra i due stemmi, riguarda una parte dello scudo piuttosto che i punti dell'arme del carico.
L'arme identifica l'elemento distintivo di una persona, o di un ente, un'associazione, un'unità militare, e associa allo stemma anche gli ornamenti esteriori indicativi di titolo, qualifiche, funzione, grado e meriti del relativo titolare. Si tratta di un elemento grafico che consente, in prima approssimazione, di richiamare alla mente, con immediatezza e precisione, una persona, un gruppo sociale, un territorio. Coerente con questa definizione di "arme", l'armoriale è una raccolta di stemmi completi di blasonatura (la lettura codificata dello stemma), titoli di spettanza e dimora.

## Evoluzione

Il leone rampante simbolo di forza, è la figura più utilizzata nell'araldica

Nel tempo, il sistema araldico, che in origine era praticato senza alcuna normativa, passò ad una fase in cui alla pratica quotidiana si associava la formulazione di regole uniformi, l'adozione di un metodo di catalogazione e la creazione di tecniche di comunicazione che fossero applicabili ed efficienti in tempi in cui non esistevano strumenti di riproduzione visiva - salvo disegni e pitture - e gli archivi non potevano sfruttare la potenza dei computer.
Gli elementi da considerare erano:
- la standardizzazione del supporto su cui rappresentare i simboli: in questo caso la soluzione che balzava subito in primo piano era quella di utilizzare lo scudo, a causa della sua diffusione, della resistenza e della forma abbastanza regolare e condivisa;
- la necessità di evitare l'uso di colori simili con significati diversi, data anche la difficoltà di riprodurre precise tonalità di colore: questo impose l'uso di pochi colori ben distinti ed assolutamente non confondibili tra loro, i cosiddetti colori araldici (rosso, azzurro, nero, verde e porpora), cui si aggiungevano solo i colori della superficie metallica dello scudo (argento e oro); poco dopo a questi si aggiunsero le pellicce che traevano origine dall'uso di decorare lo scudo con strisce di pelliccia animale e tra queste si imposero rapidamente l'ermellino ed il vaio;
- la utilità di disporre di descrizioni che fossero semplici, univoche, sintetiche e potessero quindi essere di facile riproduzione e diffusione nel mondo degli araldi;
- la opportunità che i simboli individuali rimanessero inalterati nel tempo e fossero perciò utilizzabili come strumenti di identificazione al pari dei nomi, e addirittura più efficaci degli stessi perché meno soggetti al fenomeno della ripetizione e indipendenti dalla preparazione culturale degli osservatori, molti dei quali avevano un livello di istruzione che difficilmente arrivava ai vertici della lettura o, addirittura, della scrittura.

## Codifica
L'evoluzione accennata portò alla istituzione, da parte di vari sovrani, di collegi araldici che assunsero il compito di catalogare tutti gli stemmi esistenti nella struttura sociale cui appartenevano, di regolarne l'uso, di concederne ed autorizzarne di nuovi, adottando una serie di regole alquanto rigide ma diffuse ed accettate praticamente su tutto il territorio continentale europeo.
Le regole avevano come obiettivi principali:
- le norme per il riconoscimento degli stemmi esistenti e la concessione dei nuovi (lettere patenti, diplomi, bolle, ecc);
- il linguaggio da impiegare per la descrizione degli stemmi e la loro comunicazione a distanza;
- i vincoli da porre nella fase di ideazione o modifica degli stemmi, evitando o regolamentando l'uso di elementi araldici ormai collegati a particolari individui o entità e che potessero costituire collegamenti logici, ma non reali, fra i titolari dei vari stemmi.

## Uso

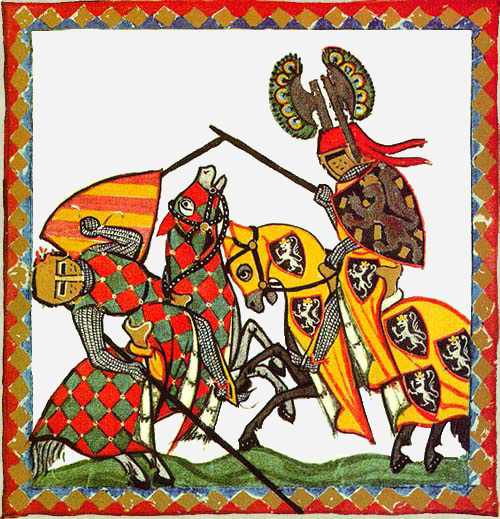
Codice Manesse, Walther von Klingen.

Si è visto come, in origine, gli stemmi fossero impiegati come simboli distintivi di condottieri militari o cavalieri. Col tempo divennero elemento distintivo di tutti coloro che avessero, o ritenessero di avere, motivi per distinguersi dagli altri. Quando poi l'uso degli stemmi venne regolamentato dal sovrano, questi divennero praticamente coincidenti con i titoli di nobiltà; solo molto più tardi iniziò la pratica di concedere stemmi anche a enti, istituzioni ed individui non appartenenti alla nobiltà locale.
Nel frattempo la codificazione in atto portò alla strutturazione degli elementi pertinenti all'uso degli stemmi. Pur tenendo conto della notevole variabilità tra le interpretazioni dei vari studiosi possiamo distinguere le seguenti voci:
- scudo: supporto su cui disegnare lo stemma;
- stemma: simbolo grafico utilizzabile come elemento distintivo individuale e rappresentato su uno scudo;
- arma: insegna costituita da uno stemma corredato da una serie di ornamenti esteriori aventi lo scopo di evidenziare il grado di nobiltà, le funzioni, il rango del titolare (mantello, elmo, corona, supporti, ecc);
- blasonatura: descrizione di uno stemma, o di un'arma, fatta secondo regole organiche riconosciute.

Basandoci sulle definizioni date, possiamo ora distinguere i vari tipi di raccolte araldiche:
- stemmari: raccolte di stemmi;
- blasonari: raccolte di descrizioni di stemmi;
- armoriali: raccolte di stemmi ed armi, corredati delle relative descrizioni.

## Il disuso
Il fatto che la maggior parte degli stemmi fossero riconducibili alla nobiltà, che i collegi araldici fossero istituiti e coordinati dai sovrani, che il linguaggio araldico fosse tendenzialmente aulico e sempre più lontano dal parlare comune, fece sì che nell'opinione pubblica si tendesse a far coincidere l'araldica con la nobiltà, anche quando questo non era più vero. L'evoluzione storica che in molti stati ha condotto alla fine delle monarchie, ha solitamente portato anche alla soppressione dell'istituto nobiliare: la citata coincidenza, percepita dalle popolazioni, tra nobiltà e araldica ha quasi sempre condotto alla convinzione che l'araldica stessa dovesse scomparire o che, comunque, fosse argomento per nostalgici cultori dei tempi andati e non un argomento di studio e conoscenza, di notevole supporto agli studi storici.

## Stemmi e loghi

Forme

Anche se l'uso degli stemmi è stato col tempo confinato in settori marginali della vita quotidiana, l'esigenza del riconoscimento visivo - innegabilmente più immediato e di maggiore impatto rispetto alla lettura di una scritta o di un nome - è attualmente sempre più soddisfatta dall'uso dei loghi (o griffe). Chi indossa un capo di vestiario marcato con il logo del creatore o del produttore, in effetti ha un comportamento simile a quello di coloro che, in passato, aderivano ad un ordine cavalleresco solo per potersi fregiare dello stemma e delle insegne relativi e non per intimo convincimento ed impegno. L'unica differenza è che l'adesione ad un ordine poteva essere rifiutata, mentre nessun creatore di griffe rifiuta l'ostentazione del suo logo, anzi la sollecita.
La vera differenza tra stemmi e loghi è che questi ultimi hanno un aspetto assolutamente immodificabile sia come disegno che come colori, mentre i primi possono assumere un aspetto estremamente variabile, in funzione dell'epoca, delle capacità artistiche del disegnatore o del gusto del committente.

## Stemmi e armi
Se si accettano le definizioni date in precedenza, si può dire che gli stemmi hanno con le armi lo stesso rapporto che i cognomi, presi come singole parole, hanno con le generalità di una persona. Il solo scudo con lo stemma consente infatti di riferirsi a una famiglia, ma occorrono le armi per identificare il singolo individuo dal momento che in esse sono rappresentati anche gli elementi che indicano, ad esempio, gli eventuali titoli di nobiltà della famiglia e della persona, oppure - come accade con particolare frequenza nell'araldica inglese - la esatta posizione di un titolare di stemma nella sequenza delle nascite degli eredi di un casato (tale indicazione è affidata all'uso di ben precise figure o pezze impiegate come brisure dello stemma originale.

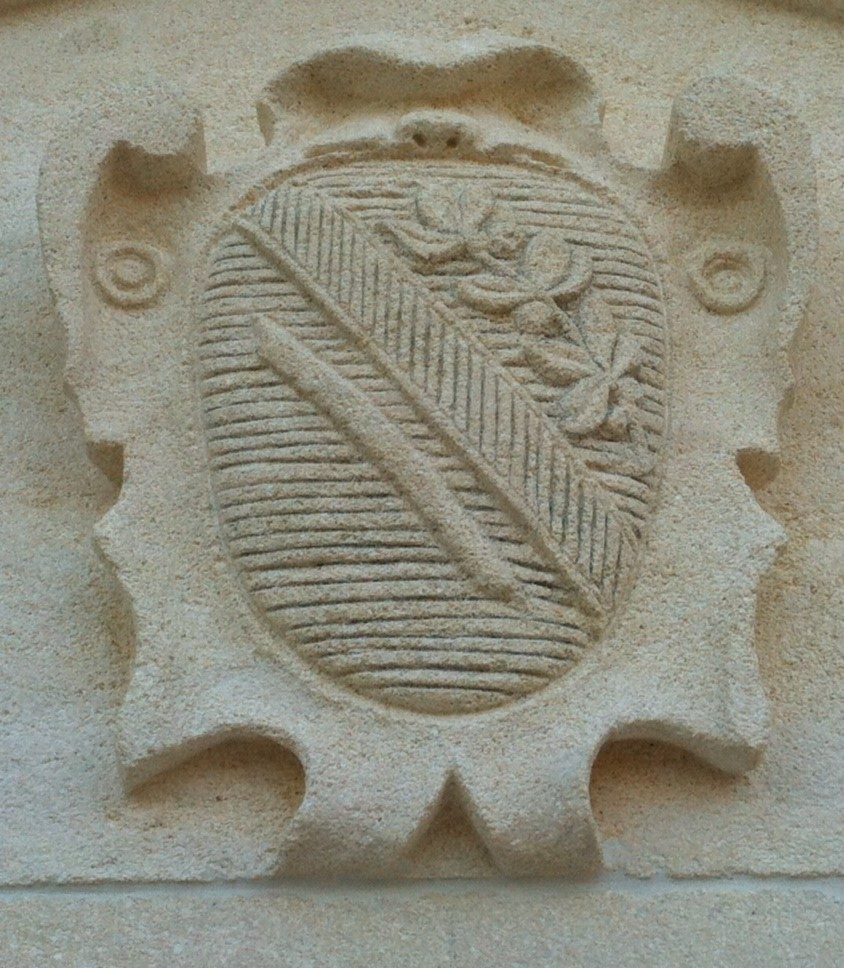
In pietra tagliata, stemma della famiglia Ciciarelli de Cicerello da Lago

Come un cognome può essere riferito a più famiglie, così uno stemma - o per meglio dire una composizione grafica presente su uno scudo - può essere riferito a più famiglie. A differenza di un cognome, però, il cui uso è regolamentato dall'autorità pubblica e non può essere arbitrario, l'uso di uno stemma, almeno in paesi come l'Italia attuale, non è più soggetto ad alcuna normativa ufficiale, per cui chiunque può assumerne uno di proprio gradimento senza dover richiedere o attendere alcuna autorizzazione o riconoscimento.
Non è chiaro se quando detto vale anche per le armi. In Italia l'autorità statale continua a regolamentare esclusivamente l'araldica ufficiale (civica, militare e di alcune istituzioni pubbliche). La regolamentazione non appare riferirsi alle composizioni grafiche presenti sugli scudi, ancorché le conceda con la relativa blasonatura, in quanto la concessione di una composizione grafica non può impedire a chiunque altro di utilizzarne una identica per creare un proprio stemma personale. Se lo stato concede a un comune uno stemma costituito da un partito d'oro e d'azzurro, tale disposizione è vincolante per il comune che la riceve, ma non può impedire a un privato cittadino di assumere un proprio stemma ugualmente partito d'oro e d'azzurro. È allora evidente che la regolamentazione si riferisce non alla composizione grafica in quanto tale, ma agli ornamenti esteriori che a essa si accompagnano e la rendono in tal modo simbolo identificativo degno di riconoscimento e protezione. Lo stato, quindi, regolamenta e protegge le armi di interesse pubblico.
Gli ornamenti esteriori dell'araldica ufficiale, essendo stabiliti per legge, non sono soggetti a copyright, come tutti i documenti pubblici. La loro riproduzione deve quindi ritenersi libera, in quanto non può essere diversa da come stabilito per legge. In un'arma concessa dallo stato, dunque, non possono essere soggetti a copyright né la blasonatura, in quanto documento ufficiale, né gli ornamenti, anch'essi documento ufficiale, né la composizione grafica corrispondente alla blasonatura, in quanto non riferibile a un solo titolare esclusivo, ma solamente il disegno complessivo inteso come opera artistica realizzata da un disegnatore araldico su committenza del comune o di altra autorità pubblica.